# Мощона Панська
Мощона Панська (пол. Moszczona Pańska) — село в Польщі, у гміні Нурець-Станція Сім'ятицького повіту Підляського воєводства. Населення — 175 осіб (2011).

## Історія
Вперше згадується 1580 року. Власниками села були Іжиковичі.
У 1975—1998 роках село належало до Білостоцького воєводства.

## Демографія
Демографічна структура станом на 31 березня 2011 року:
|          | Загалом | Допрацездатний вік | Працездатний вік | Постпрацездатний вік |
| -------- | ------- | ------------------ | ---------------- | -------------------- |
| Чоловіки | 84      | 10                 | 50               | 24                   |
| Жінки    | 91      | 9                  | 41               | 41                   |
| Разом    | 175     | 19                 | 91               | 65                   |